# Air Force One
Air Force One (букв. англ. Военно-воздушные силы Один, «Борт номер один») — позывной любого самолёта ВВС США, на борту которого находится президент США. Неофициально этот термин часто используется вне зависимости от местонахождения президента в отношении самолётов президентского флота, который с 1990 года и по настоящее время состоит из двух специально оборудованных самолётов Boeing 747-200B (военное обозначение VC-25A) — борта 28000 и 29000. Если аэропорт назначения не может принять такой большой самолёт, как VC-25A, в качестве Air Force One выступает Boeing C-32 (военная версия Boeing 757-200), обычно используемая вице-президентом США (позывной Air Force Two).
По аналогии с Air Force One в отношении самолёта ВВС США с вице-президентом США на борту используется позывной Air Force Two («Борт номер два»). В случае, если президент США находится на борту гражданского самолёта, то этот самолёт использует позывной Executive One (для вице-президента, соответственно, этим позывным будет Executive Two).

## История
До Второй мировой войны зарубежные и внутренние поездки были редкими — сказывалось отсутствие эффективной связи и транспорта. Поездки занимали много времени. Президент нечасто отрывался от дел и уезжал из Вашингтона. Но ситуация потихоньку менялась с приходом самолётов типа Douglas DC-3. Этот самолёт был более безопасен и имел новые средства навигации; в итоге его стали использовать для пассажирских перевозок и доставки грузов. Американские страховые компании стали предлагать страхование авиапассажиров. Всё больше чиновников и бизнесменов пересаживалось с поездов на самолёты.

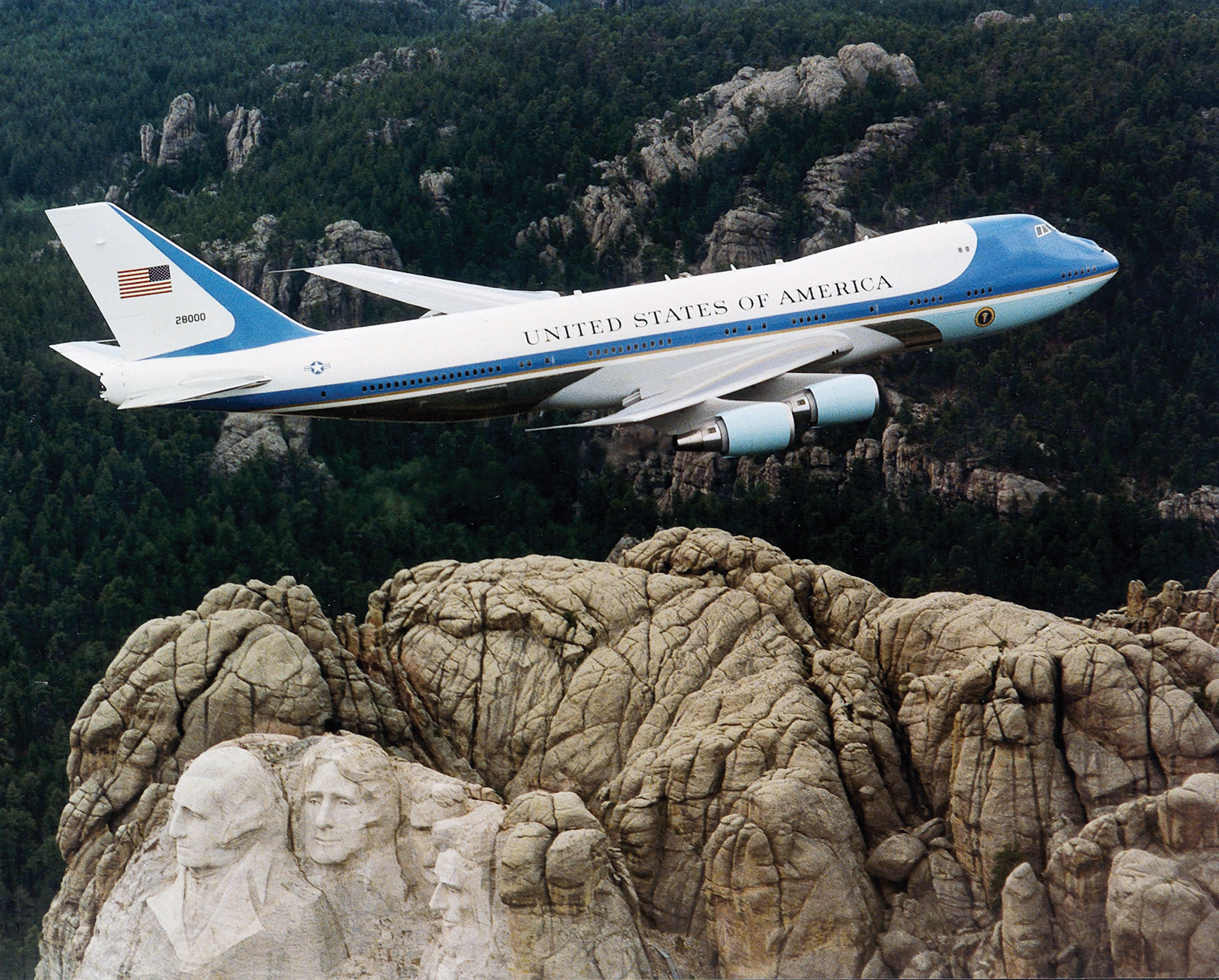
Борт SAM 28000, один из двух VC-25, над горой Рашмор

Франклин Рузвельт был первым президентом, который стал летать на самолёте постоянно. Во время Второй мировой войны он путешествовал на самолётах Dixie Clipper и Boeing 314, это были летающие лодки. В 1943 году для прибытия на конференцию в Касабланке (Марокко) он совершил полёт в 5500 миль (с двумя промежуточными посадками). Из-за угрозы немецких подводных лодок такой способ оказался предпочтительным.
Сомневаясь в безопасности президента при перевозке коммерческими авиалиниями, командование USAAF приказало переделать военный самолёт под потребности Главнокомандующего.
Первый президентский самолёт был сделан на основе транспортного C-87A. Этот самолёт с бортовым номером 41-24159 был модернизирован в 1943 году и использовался для международных перелётов. Предполагалась его использовать как основной самолёт, по сути, это был первый «Борт номер один». Но после оценки характеристик самолёта секретная служба стала использовать его как резервный или «Борт номер два». В 1944 году Элеонора Рузвельт использовала его в турне по странам Латинской Америки.

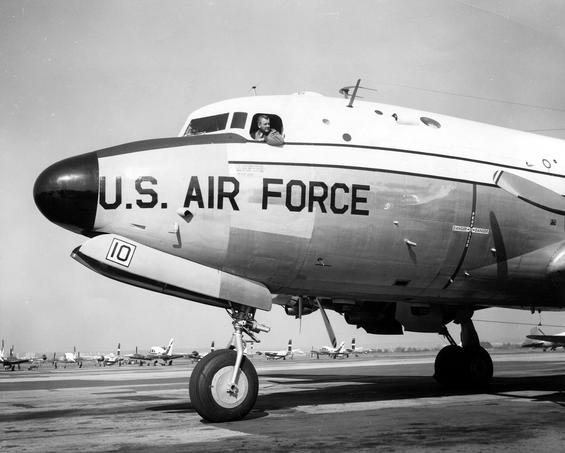
Самолет президента Франклина Д. Рузвельта Douglas C-54 Skymaster, прозванный Священной коровой.

Секретная служба впоследствии модернизировала Douglas C-54 Skymaster в президентский борт. Этот самолёт, VC-54C по прозвищу «Священная корова» (англ. Sacred Cow), имел спальню, радиотелефон и лифт для инвалидного кресла Рузвельта. Но он его использовал только один раз, для поездки на Ялтинскую конференцию в феврале 1945 года.

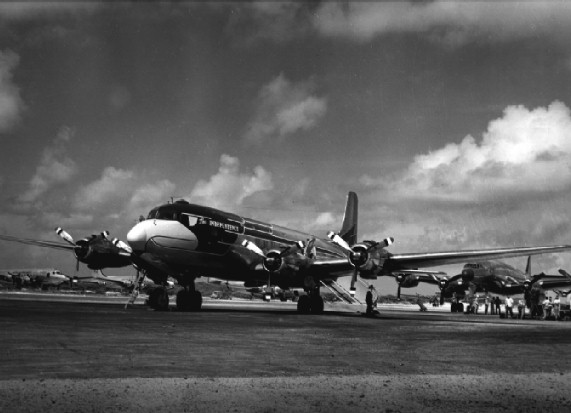
Самолёт «Индепенденс» президента Гарри Трумэна

После смерти Рузвельта весной 1945 года вице-президент Гарри Трумэн стал президентом. В 1947 году Трумэн подписал «Закон о национальной безопасности от 1947 года» на борту VC-54C. Но потом он сменил его (в том же году) на самолёт C-118 Liftmaster, назвав его «Индепенденс» (в честь своего родного города Индепенденс в Миссури). Это был первый самолёт, на носу которого был изображён белоголовый орлан — государственный символ США.
Президентский позывной был создан в целях безопасности при администрации Эйзенхауэра. Изменения обусловлены инцидентом 1953 года, когда рейс Eastern Air Lines (EAL 8610) имел тот же позывной, что и борт президента (ВВС 8610), и случайно вошёл в то же воздушное пространство. После инцидента появился уникальный позывной «Air Force One».

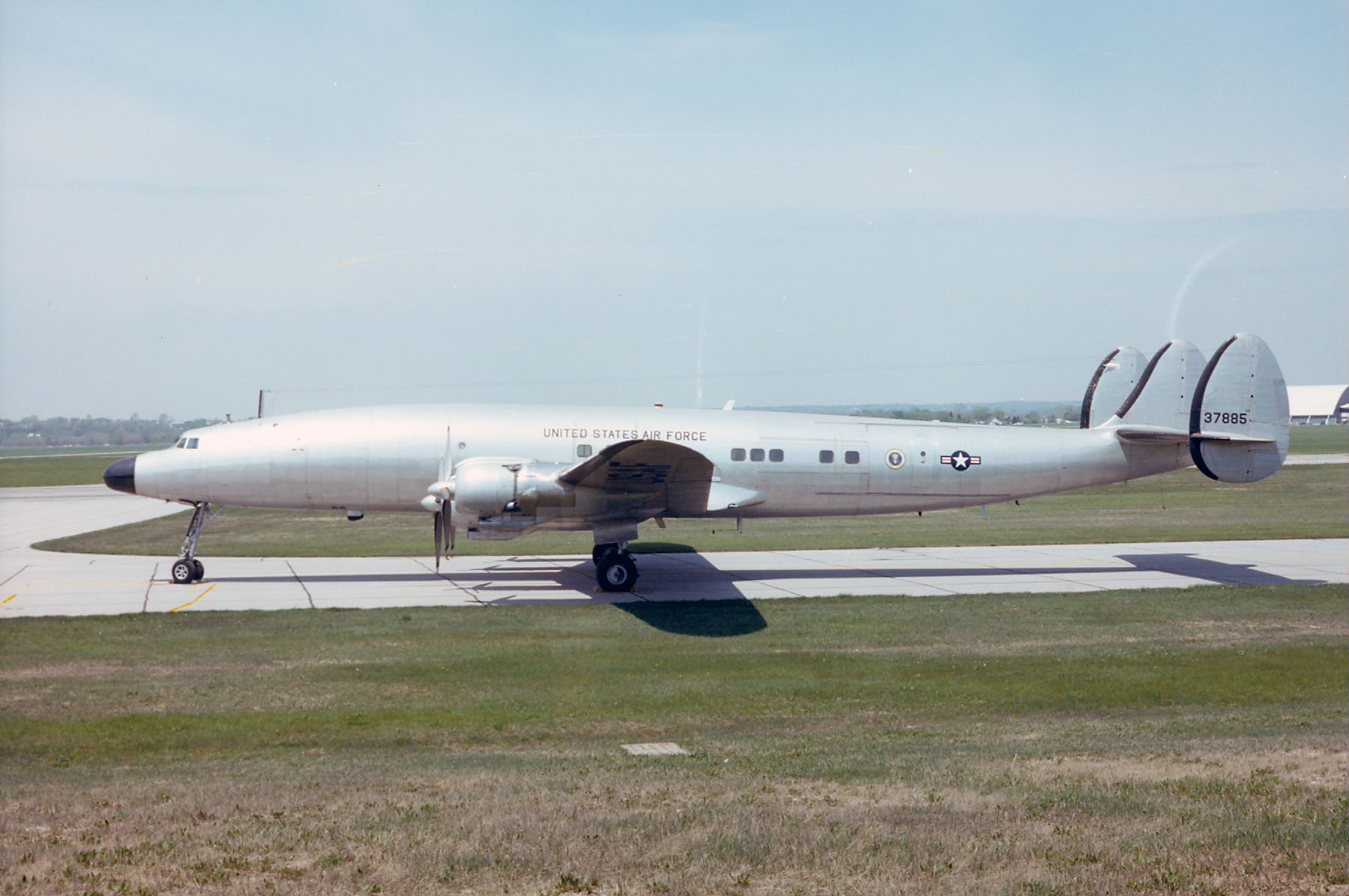
Самолёт Columbine III

Эйзенхауэр также представил два винтовых самолёта, Lockheed C-121 Constellations (VC-121E) для охраны и помощников. Эти самолёты были названы Коломбина II и III.Он также добавил к флоту два небольших самолёта Aero Commanders для полётов на небольшие расстояния, которые тоже исполняли функции «Air Force One», их ещё называли «мини Air Force One». Президент Эйзенхауэр также обновил технологическую начинку «Air Force One», добавил связь «воздух-земля» и телетайп. К концу срока Эйзенхауэра в 1958 году ВВС добавили три Boeing 707 (VC-137s). Эйзенхауэр стал первым президентом, который использовал самолёт во время турне «полёт к миру» с 3 по 22 декабря 1959 года. Он посетил 11 азиатских стран, пролетел 22 000 миль (35 000 километров) за 19 дней.

## Boeing 707

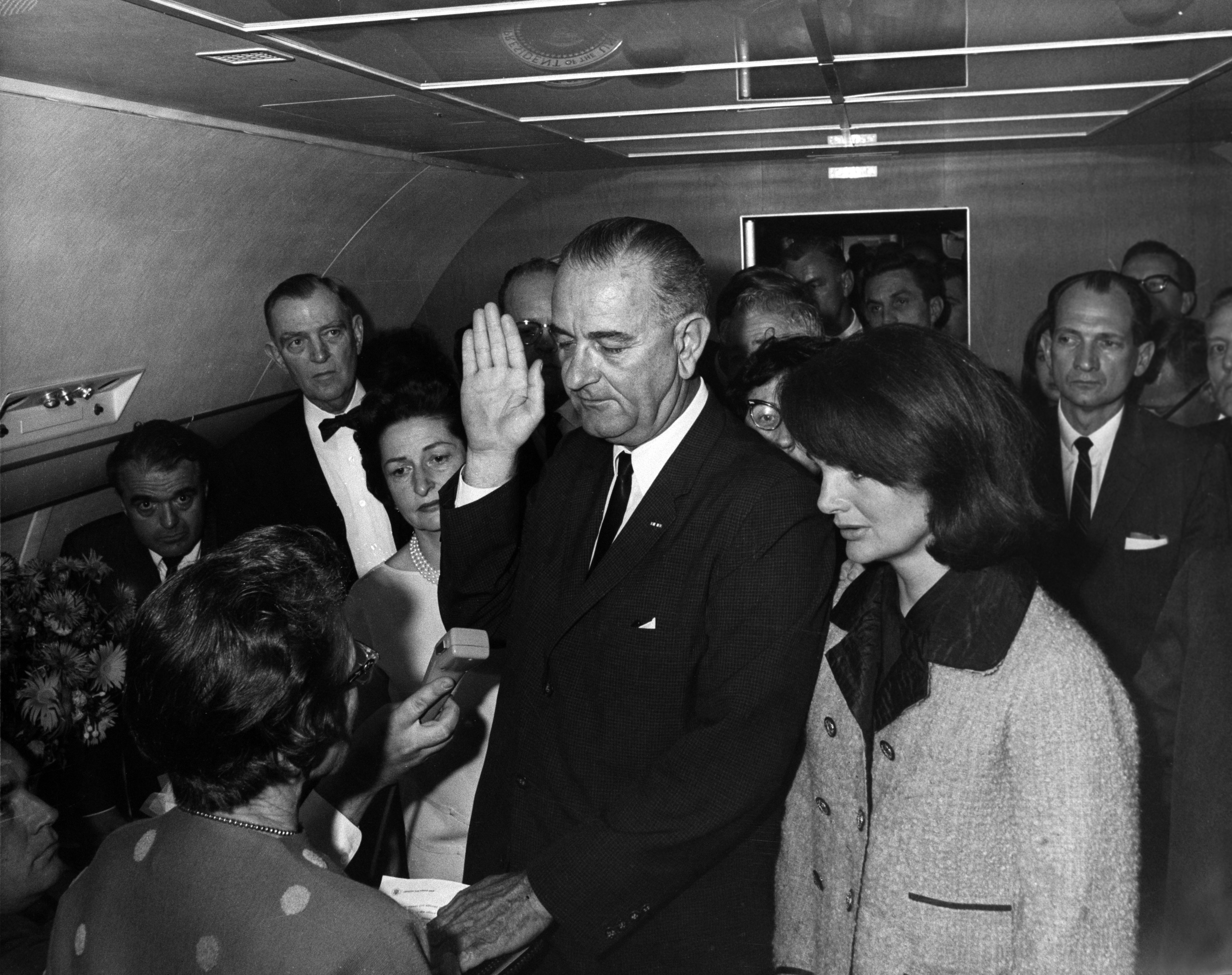
Линдон Джонсон принимает присягу президента США на борту самолёта, после убийства Джона Кеннеди в 1963 году

В октябре 1962 года администрация Джона Кеннеди приобрела Boeing C-137 Stratoliner — модификацию Boeing 707, разработанную для полётов на большие расстояния. До этого его использовал президент Эйзенхауэр для поездок в Канаду, Францию, Австрию и Соединённое Королевство.
ВВС использовали специальный дизайн, символику и расцветку, но она оказалась слишком кричащей, поэтому президент Кеннеди по совету жены Жаклин связался с промышленным дизайнером французского происхождения Раймондом Лоуи, попросив помощи в разработке дизайна президентского самолёта. Он провёл много времени в архивах, изучая старые записи. Его идеей было выполнить надписи шрифтом, использованном в первой печатной копии «Декларации независимости», и поставить на бортах самолёта президентскую печать. Boeing 707 SAM 27000 как «Air Force One» служил от Никсона до Буша-старшего и являлся основным транспортом для Никсона и Рейгана.
Президентский самолёт входил в так называемое 1254-е воздушно-транспортное крыло, отвечавшее за перевозку высокопоставленных государственных деятелей США.

## Boeing 747 (VC-25)

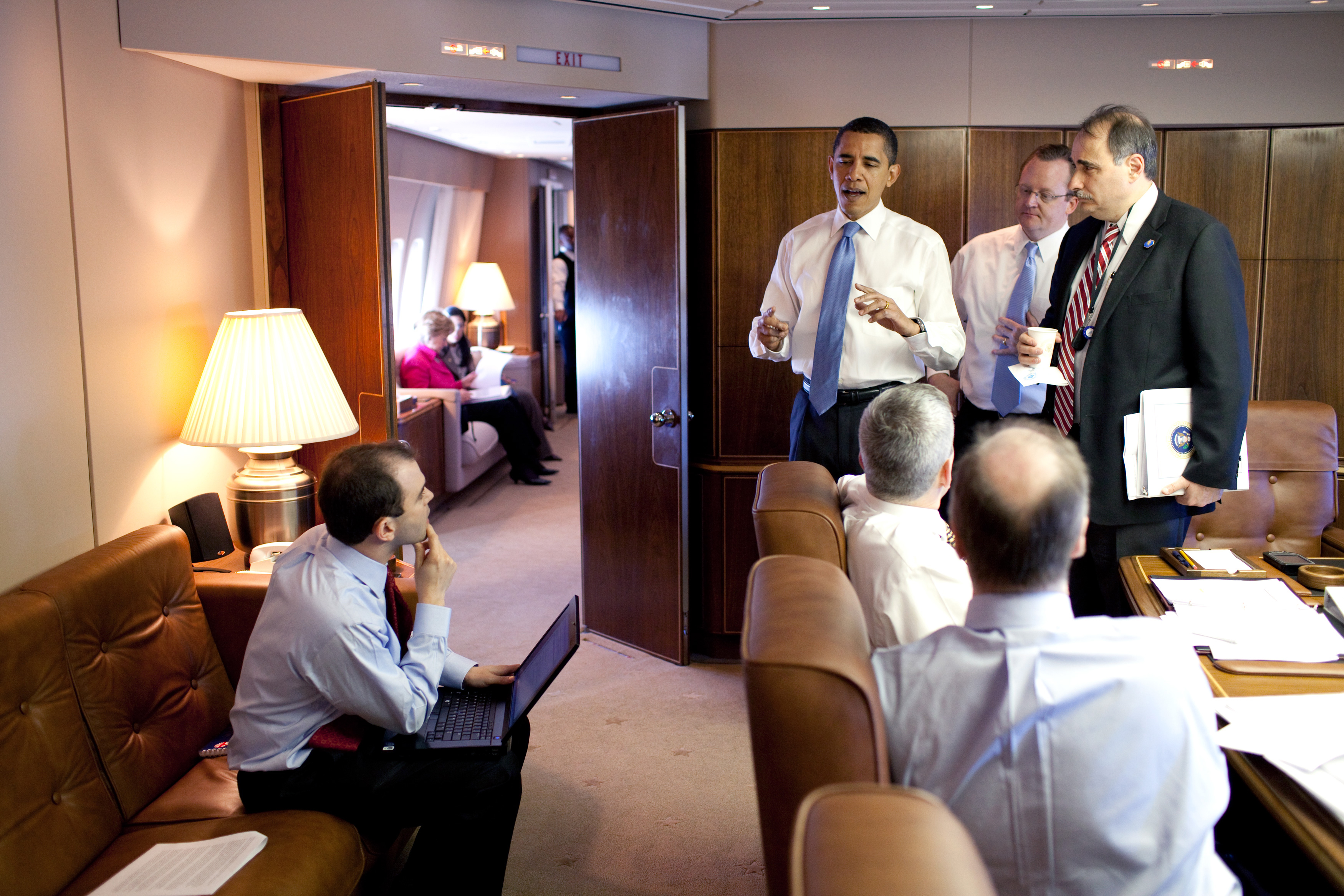
Президент Барак Обама в совещательной комнате. 3 апреля 2009 года

Во время правления Рональда Рейгана парк президентских самолётов мало изменился, но именно он заказал производство ныне используемых Boeing 747. В 1985 году ВВС США опубликовало запрос на самолёты с такими требованиями: широкофюзеляжный, не менее трёх двигателей, полёт без дозаправки на 6000 миль. «Boeing» со своей моделью 747 и «McDonnell Douglas» со своим DC-10 выставили свои предложения. Выбрали Boeing 747, интерьеры были составлены первой леди Нэнси Рейган в стиле Юго-запада США. Первый самолёт был поставлен в 1990 году, во время правления Джорджа Буша-старшего. Задержка была вызвана дополнительными работами по защите самолётов от электромагнитного импульса (ЭМИ).
Boeing VC-25 оснащён защищёнными и незащищёнными телефонными и компьютерными системами связи. Президентский воздушный флот находится в ведении 89-го авиакрыла на авиабазе Эндрюс (Мэриленд). Но VC-25 скоро собираются заменить из-за их неэкономичности. Ещё 7 января 2009 года ВВС США объявили новые требования на замену самолёта, предполагаемый год смены — 2017.

## Другие президентские самолёты

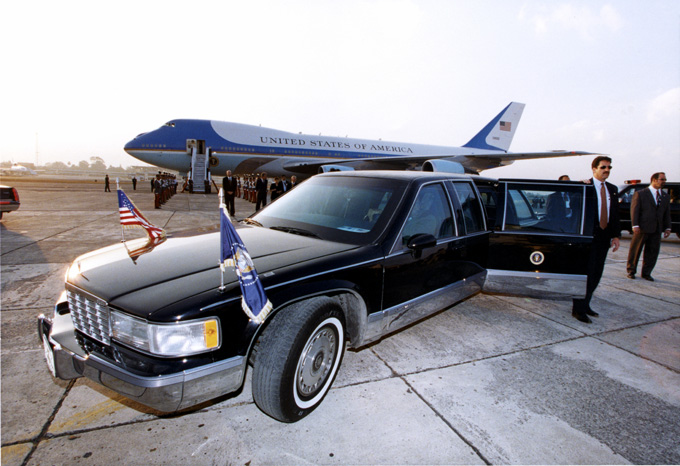
Борт номер один, перед ним лимузин президента США с агентами секретной службы

- United Airlines является единственной коммерческой авиакомпанией, самолёт которой стал временным «Бортом номер один». 26 декабря 1973 года тогдашний президент Ричард Никсон вылетел в качестве пассажира на борту рейса из Вашингтона в Лос-Анджелес. Он объяснил, что это было сделано в целях экономии топлива, так как на ходу не было его обычного Boeing 707[3].
- 8 марта 2000 года президент Билл Клинтон вылетел в Пакистан на борту Gulfstream III, а другой самолёт с позывными «Air Force One» летел по тому же маршруту через несколько минут.

## Список пилотов президентских самолётов
Основной источник
1. Подполковник Генри Т. Майерс: июнь 1944 — январь 1948
- Президент Франклин Рузвельт
- Президент Гарри Трумэн

2. Полковник Фрэнсис Вильямс: январь 1948 — январь 1953
- Президент Гарри Трумэн

3. Полковник Уильям Г. Дрейпер: январь 1953 — январь 1961
- Президент Дуайт Эйзенхауэр

4. Полковник Джеймс Свиндал: январь 1961 — июль 1965
- Президент Джон Ф. Кеннеди
- Президент Линдон Джонсон

5. Полковник Джеймс В. Крест: июль 1965 — май 1968
- Президент Линдон Джонсон

6. Подполковник Пол Торхнилл: май 1969 — январь 1969
- Президент Линдон Джонсон

7. Полковник Ральф Д. Альбертаззи: январь 1969 — январь 1974
- Президент Ричард Никсон

8. Полковник Лестер Маккеланд: август 1974 — апрель 1980
- Президент Джеральд Форд
- Президент Джимми Картер

9. Полковник Роберт Риддик: апрель 1980 — январь 1989
- Президент Джимми Картер
- Президент Рональд Рейган

10. Полковник Роберт Барр: январь 1989 — январь 1997
- Президент Джордж Буш-старший
- Президент Билл Клинтон

11. Полковник Марк С. Доннелли: январь 1997 — июнь 2001
- Президент Билл Клинтон
- Президент Джордж Буш-младший

12. Полковник Марк У. Тильман: июнь 2001 — январь 2009
- Президент Джордж Буш-младший

13. Полковник Скотт Тернер: январь 2009 — ??
- Президент Барак Обама

14. Полковник Дэйв Банхолзер: ?? — ??
- Президент Барак Обама

## В кино
Самолёт президента США неоднократно показывался в художественных фильмах, сюжет которых был так или иначе связан с атаками на самолёт, авиакатастрофами или разрушениями иного характера:
- «Самолёт президента» — самолёт захватывают казахстанские террористы.
- «Жизнь после людей» — самолёт показан через 5 лет после людей (лётное поле вокруг него зарастает и короткое замыкание приводит самолёт к взрыву).
- «2012» — дочь президента и другие чиновники (кроме президента и его секретаря) улетают из Вашингтона; позже самолёт уносит цунами, сталкивающееся с Гималаями и он врезается в один из ковчегов.
- «День независимости» — именно на «Air Force One» президент и сотрудники Белого дома улетают из Вашингтона, прежде чем город сгорает в раскалённой плазме.
- «Железный человек 3» — на самолёте происходит разгерметизация и он взрывается, но Железный человек спасает всех пассажиров.
- «Штурм Белого дома» — самолёт с вице-президентом США на борту сбивается террористами над штатом Огайо.
- «24» — самолёт с президентом США на борту сбивается наёмником, отставным профессиональным лётчиком США на угнанном F-117 над пустыней Мохаве.
- «Морская полиция: Спецотдел» — 1 серия 1 сезона. По сюжету во время полёта на его борту после обеда с президентом умирает молодой офицер.